# Вежхово (гмина)
Вежхово (пол. Wierzchowo) — сельская гмина (уезд) в Польше, входит как административная единица в Дравский повет, Западно-Поморское воеводство. Население — 4388 человек (на 2013 год).